# Avanca
Avanca est une paroisse civile portugaise (en portugais : freguesia) de la municipalité d'Estarreja dans le district d'Aveiro.

## Géographie
Avanca est traversée par la rivière Gonde, qui se jette dans la Ria d'Aveiro à Válega.

## Démographie
Lors du recensement de 2021, Avanca compte 5 732 habitants.

## Patrimoine
Avanca accueille le musée Egas Moniz, seul prix Nobel de médecine portugais.